# Менафи сандук у Нишу
Менафи сандук у Нишу (тур. menafi-i umumiye sandıkları) био је својеврстан фонд у време Османског царства у другој половини 19. века, из кога су земљорадници Нишке казе/кадилука узимали кредите са малим каматама и на тај начин издржавали и јачали своја газдинства.  

## Историја
Кредити пре 1860.
Из разних извора познато је да су нишки земљорадници, као и трговац и занатлија, могли да узму кредит већ у шеснаестом веку, дакле у време када су се сељаци, због свог бедног економског и социјалног положаја, бунили у разним земљама у окружењу. Камата по којој су тада, а и касније, давани зајмови земљорадницима, трговцима и занатлијама износила је 10-50% годишње и плаћала се уназад. На сваких позајмљених 100 пара, после годину дана враћено је 110 до 115 пара
Позајмљени новац припадао је разним вакуфима (задужбинама), из којих су се одржавале зграде и грађевине подигнуте у верске, просветне и хуманитарне сврхе и и друге намена. Вакуфски новац позајмљивали су мутавелије (управници) и кадије.
Оснивање Менафи сандука у Нишу 1863.
На идеју да оснује Менафи сандук дошао је Мидхат-паша који је извршио и бројне подухвате који су имали за циљ хуманизацију стања у Нишу. Приметивши да је земљорадницима неопходан финансијски подстицај, а да народ није волео да се обраћа зајмодавцима и другим каматарима, паша је 1863. године наложио оснивање својеврсног фонда (Менафи сандук) из кога су земљорадници узимали кредите са малим каматама и на тај начин издржавали и јачали своја газдинства.
Није познато како је паша дошао до идеје за оснивање Менафи сандук, па се претпоставља...да му је као изворна идеја послужила нека врста кредитних задруга које су постојале у Западној Европи (Немачка), са чијим тековинама је био упознат.
Први Менафих сандука отворен је у Пироту (1863), а већ у новембру исте године из њега је издат први кредит.  Убрзо након тога менафи сандук уведен је и у остале казе Нишког пашалука.

## Значај
Колико је институција Менафи сандук имала велики значај за пољопривреду Ниша  она је то доказала кроз своје постојање у модификованој форми и након ослобођења Ниша од Османлија 1878. године, из кога је нпр. у Нишу финансирана изградња нишке гимназије и водовода.
Из овог фонда једним делом је консолидован је у буџет града, јер су се за само осам година у каси накупила значајна средства за позајмљивање и Хришћанима и Муслиманима, али и за финансирана изградња Саборног храма у Нишу и градске инфраструктуре.

## Начин рада Менафи сандук
Менафи сандук је функционисао тако што је прво основан његов буџет, од продаје кукуруза, који су бесплатним радом производили земљорадника који су обрађивали кукурузишта на државним парцелама (које су пре тога биле запуштене). Рад на овим пољима организован је кроз мобу, тако што су муслимани радили петком, а хришћани суботом.
Потом су када се формирао буџет из њега обрађивачи земље могли да увећавају своју производњу узимајући кредите са ниском каматном стопом.